# Rhodospirillaceae
Die Rhodospirillaceae bilden eine Familie der Bakterien innerhalb der Klasse der Alphaproteobacteria. Die meisten Arten dieser Familie sind zur anoxygenen Photosynthese fähig, und zwar unter Verwendung von organischen Stoffen als Elektronendonor, nicht von reduzierten Schwefelverbindungen. Sie gehören daher zur physiologischen Gruppe der Nichtschwefelpurpurbakterien.
Einige Arten sind Stickstofffixierer. Sie können elementaren Stickstoff (N2) aus der Umgebung assimilieren und somit indirekt anderen Organismen, wie beispielsweise Pflanzen, zur Verfügung stellen.
Die Gattung Magnetospirillum enthält magnetotaktische Bakterien, die ihre Bewegungsrichtung mit Hilfe von Magentosomen am Magnetfeld der Erde ausrichten. Beispiele sind die Arten Magnetospirillum gryphiswaldense und Magnetospirillum magnetotacticum.

## Systematik
Einige Gattungen dieser Familie:
- Azospirillum Tarrand et al. 1979
- Defluviicoccus corrig. Maszenan et al. 2005
- Inquilinus Coenye et al. 2002
- Magnetospirillum Schleifer et al. 1992
- Phaeospirillum Imhoff et al. 1998
- Rhodocista Kawasaki et al. 1994
- Rhodospira Pfennig et al. 1998
- Rhodospirillum Molisch 1907
- Rhodovibrio Imhoff et al. 1998
- Roseospira Imhoff et al. 1998
- Skermanella Sly & Stackebrandt 1999
- Telmatospirillum Sizova et al. 2007
- Thalassobaculum Zhang et al. 2008
- Thalassospira López-López et al. 2002
- Tistrella Shi et al. 2003
- Tistlia Díaz-Cárdenas et al. 2010